# Línea 33 M (San Juan)
La línea 33 M o 33 por calle Mendoza es una línea de colectivos urbanos del aglomerado del Gran San Juan en la provincia de San Juan, Argentina, que recorre la zona norte de dicha aglomeración, siendo el departamento Chimbas, comunicándolo con la ciudad de San Juan. 
Sus unidades están administradas actualmente por la empresa privada, Albardón S.R.L. Mientras que hasta el 4 de septiembre de 2004, estuvo administrada por la empresa 20 de junio S.A, que debido al incumplimiento de los plazos establecidos, para la incorporación de nuevas unidades ofertadas, el gobierno provincial le caduco el servicio

## Recorridos
Esta línea recorre gran parte de la zona central del departamento Chimbas, conectando su ciudad cabecera, Villa Paula Albarracín de Sarmiento, con la ciudad de San Juan
Estación Terminal de Ómnibus - Estados Unidos - Santa Fe - Avenida Rioja - Avenida Libertador General San Martín- General Acha - Juan Jufré - Mendoza - Remedios de Escalada - 9 de julio - Rodríguez - Alem - 25 de mayo - Salta - Hipólito Yrigoyen - Maradona - 25 de mayo - Cipolletti -Retiro - Sargento Cabral - Nueva Argentina - Cortéz - Nueva Argentina - Diaz - Nueva Argentina - Vidal - Patagonia - Diaz Vélez - Neuquén - Salta - Sargento Cabral - Las Heras - Falucho - España - Avenida Libertador General San Martín - Aberastain - Avenida Córdoba - Avenida Rawson -Diagonal Don Bosco - Brasil - Estados Unidos - Estación Terminal de Ómnibus.